# ジョンズタウン (ペンシルベニア州)
ジョンズタウン（英: Johnstown）は、アメリカ合衆国ペンシルベニア州のカンブリア郡の都市。人口は1万8411人（2020年）で、減少傾向にある。
ピッツバーグの東108キロメートルに位置している。カンブリア郡全体を包含するジョンズタウン都市圏の中核である。

## 歴史

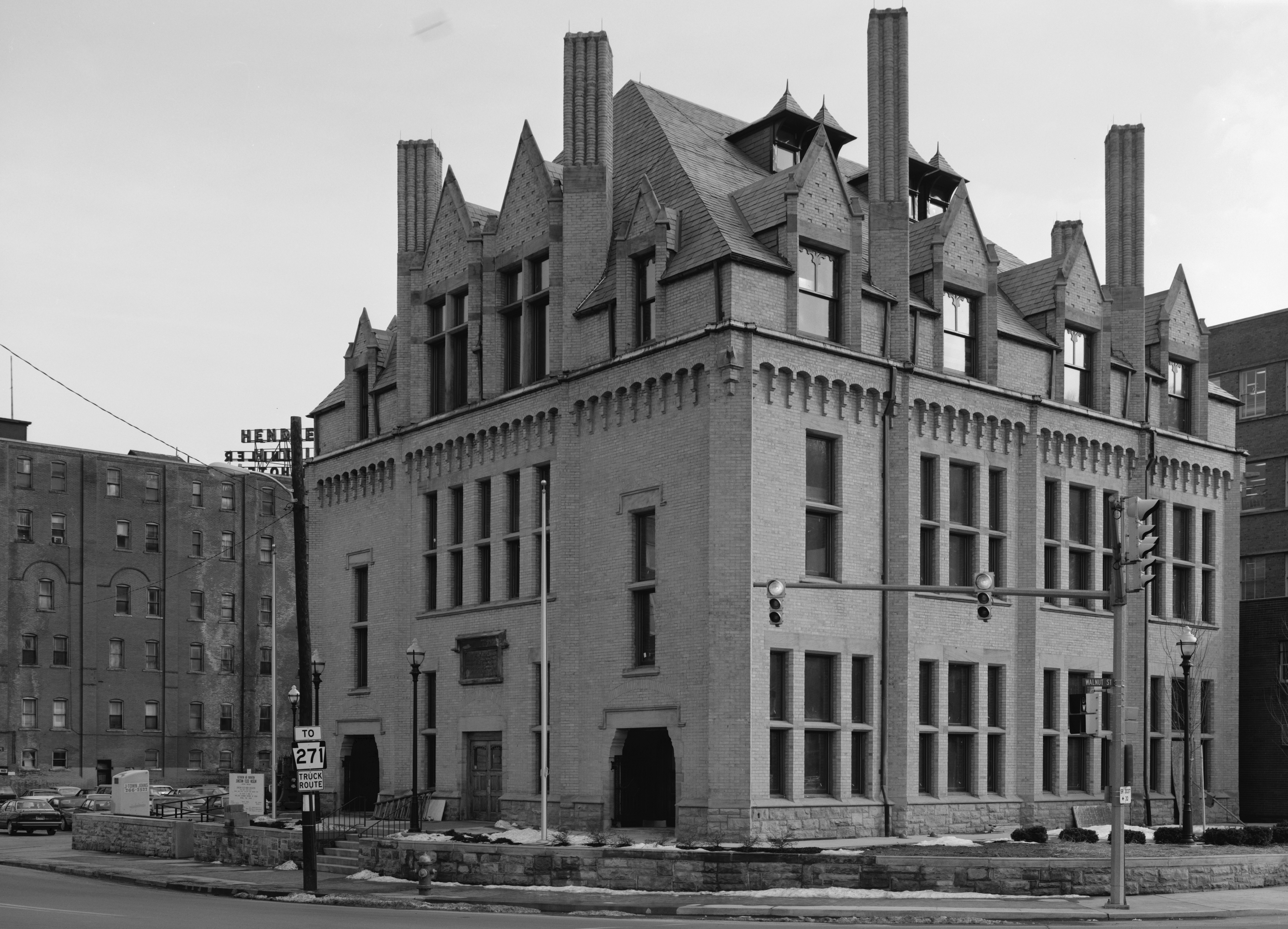
カーネギー図書館、現在はジョンズタウン洪水博物館

ジョンズタウンは1770年に入植があった。おそらく3回の大洪水があったことで知られている。1889年5月31日の大洪水は、大雨のときに市から14.1マイル (22.7 km) 上流にあったサウスフォーク・ダムが崩壊した後に発生した。この洪水で少なくとも2,209人が死に、その後に起きた火事で町は灰燼に帰した。もう一つ大きな洪水は1936年に起きた。フランクリン・ルーズベルト大統領から今後のジョンズタウンは洪水を受けないようにするという誓約があり、事実そのための工事が行われたにも拘わらず、さらに大きな洪水が1977年に起こった。「洪水が起こらない」はずの都市に起きたこの洪水のためにその後の市の人口は減少し、新しい住民や企業を誘致できなくなった。
市内には5つの国定歴史地区がある。すなわち、中心街歴史地区、カンブリアシティ歴史地区、マイナーズビル歴史地区、モックスハム歴史地区、オールドコーンモー・ボロ歴史地区である。アメリカ合衆国国家歴史登録財に指定されているものとしては、グランド・アーミー・オブ・ザ・レパブリック・ホール、カンブリア製鉄会社、カンブリア公共図書館ビル、ブリッジ・イン・ジョンズタウンシティ、ネイサンズ百貨店、ジョンズタウン・インクライン鉄道がある。

### 1800年-1900年

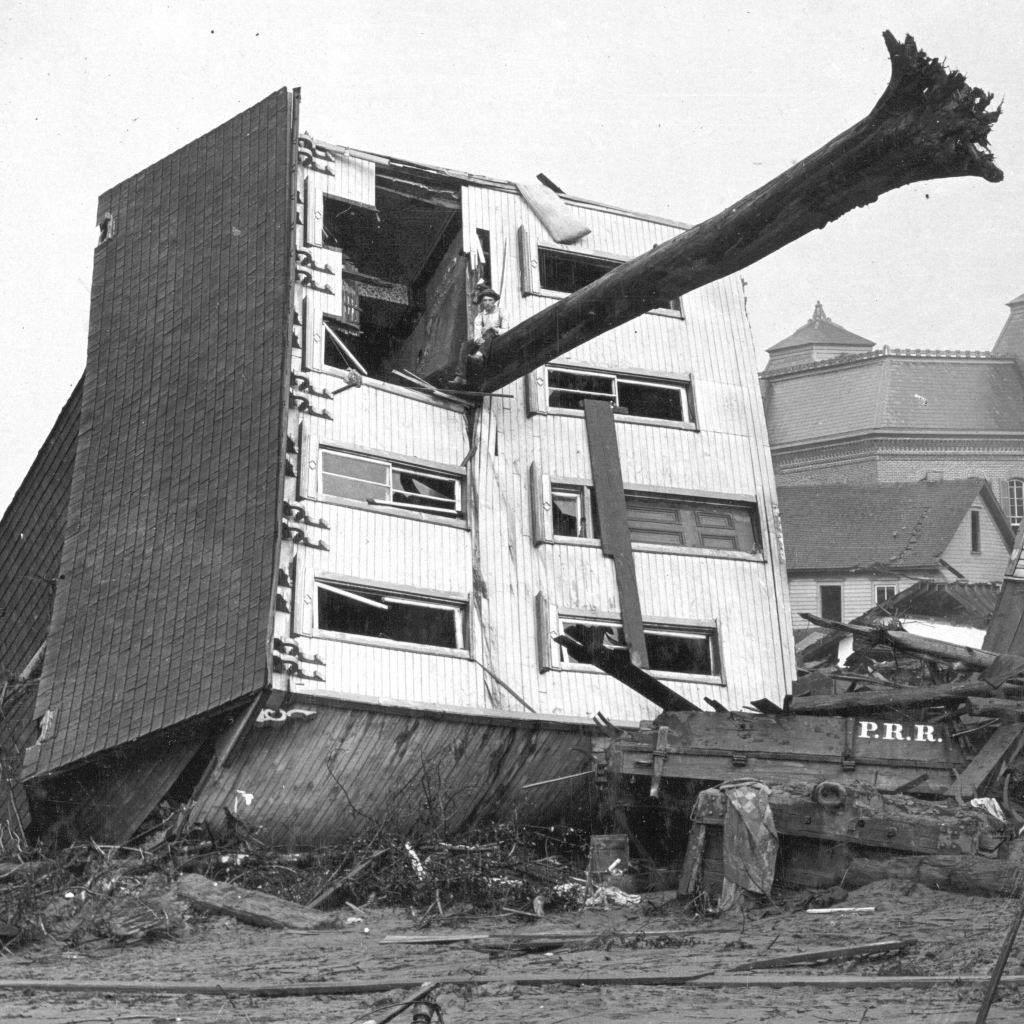
1889年の洪水で流された樹木が突き刺さったビル

ジョンズタウンはスイス系ドイツ人移民ジョセフ・ジョンズ（ドイツ名ヨーゼフ・シャンツ）によって、1800年に町として正式に組織された。この開拓地は当初「シャンツシュタット」と呼ばれていたが、間もなく英語化されてジョンズタウンとなった。1834年から1854年、ペンシルベニア・メインライン運河沿いの港かつ重要な積み替え点となった。ジョンズタウンはこの運河の西支線の頭にあり、運河用の船をアレゲーニー・ポーテージ鉄道によって山岳部を越えて運び、ここで再度浮かべ、水路ピッツバーグやオハイオ川バレーに運ばれた。恐らく、この運河を使ってジョンズタウンを短期間訪れた中でも最も有名な人は、1842年のチャールズ・ディケンズだった。1854年までに現在も州内を通るペンシルバニア鉄道の開通によって、運河輸送は時代遅れとなった。鉄道時代の到来により、市は成長した。ジョンズタウンはペンシルバニア鉄道本線の停車駅となり、ボルチモア・アンド・オハイオ鉄道に結ばれた。鉄道は地域の鉱物資源の大規模な開発を可能にした。
鉄、石炭、鉄鋼が直ぐにジョンズタウンの町の中心になった。1860年までに、カンブリア製鉄会社が国内でも最大級の鉄鋼生産者となり、鉄鋼の町であるピッツバーグやオハイオ州クリーブランドを凌いだ。19世紀の後半を通じて国内の有刺鉄線の多くを生産した。アメリカ合衆国西部で有刺鉄線の需要が急拡大したことからジョンズタウンは繁栄した。カンブリア製鉄会社はその設立から20年経ち、敷地は60エーカー (240,000 m2) 以上の大企業となり、7,000人を雇用した。地域の鉱山4万エーカー (160 km2) 所有し、鉄、石炭、石灰石を供給した。
1880年代のこの地域では洪水がほとんど年中行事になっていた。1889年5月30日、静かなメモリアルデーの儀式とパレードの後に雨が降り始めた。翌日、水が通りを満たし、北東の山岳部にある人工湖を支えるダムが決壊するという噂が流れ始めた。それが現実となり、推計2,000万トンの水が曲がりくねった谷に流れ、14マイル (23 km) ほど離れたジョンズタウンに達した。ジョンズタウンの破壊はわずか10分間ほどのことだった。繁栄する鉄鋼の町の、家屋、教会、酒場、図書館、鉄道駅、通りの街灯、ローラースケートリンク、2つのオペラハウスが泥と塵芥の下に埋まった。当時約3万人いた住民のうち、少なくとも2,209人が死んだことが分かっている。この洪水の間に忌まわしい大火は、ストーニークリークとリトルコーンモー川が合流してコーンモー川となる場所に架けられていた石造のペンシルバニア鉄道橋で起きた。この橋は現在も残っている。
ジョンズタウン洪水により、アメリカにおける傑出した緊急救援組織としてアメリカ赤十字社が設立された。設立者のクララ・バートンは当時67歳であり、50人の医師と看護師を連れてジョンズタウンに来て、テントの病院や、ホームレスのための「暫定」ホテルを設定し、救援活動を調整するために5か月間滞在した。
工場群は1か月の内に操業を再開した。カンブリア製鉄会社は成長し、ジョンズタウンは以前に増して繁栄するようになった。この災害は町を破壊せず、それを強化した。後の世代は1889年に得た教訓を生かすことになる。

### 20世紀

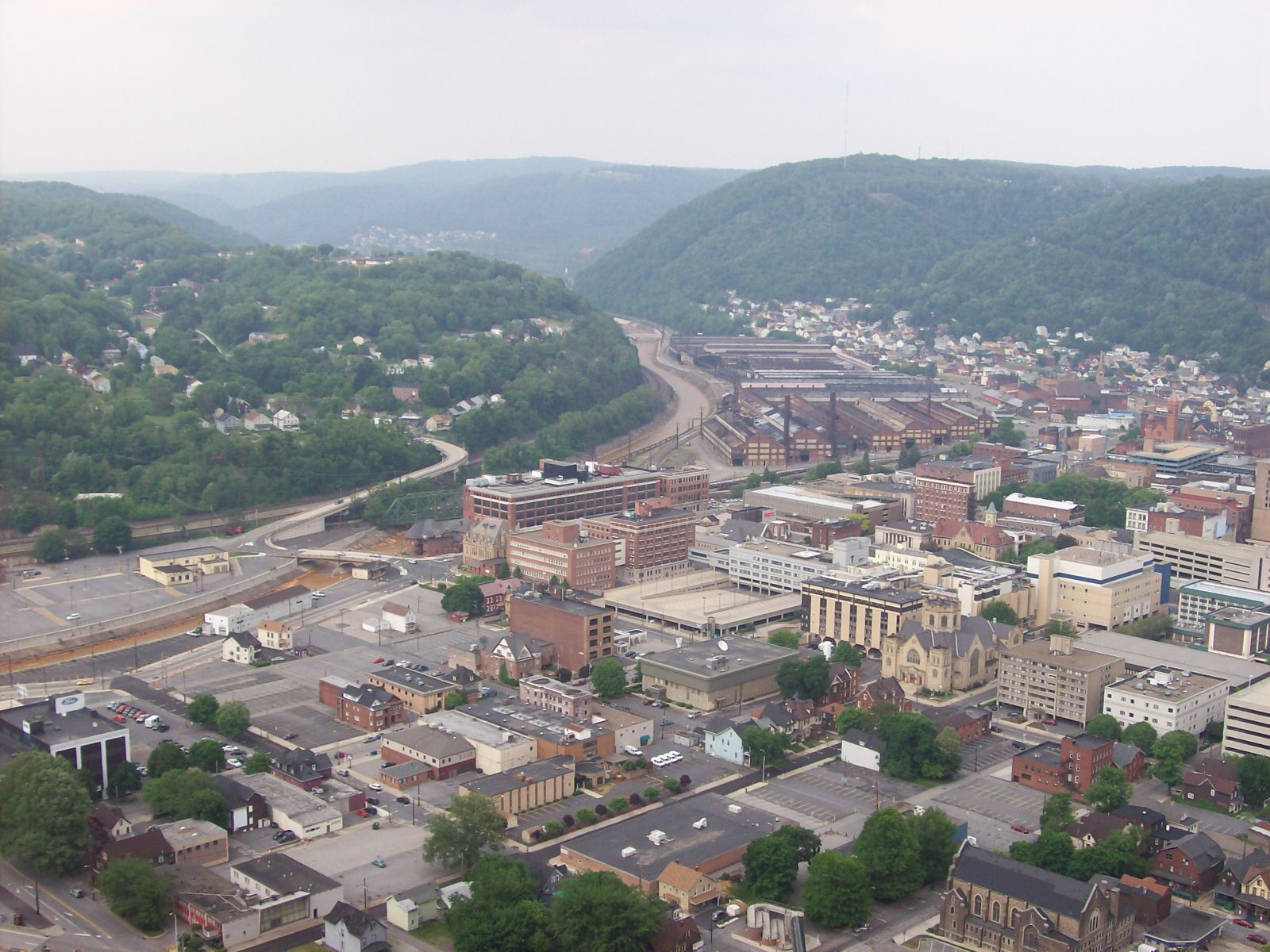
インクライン・プレーンからジョンズタウン市の眺め

20世紀初期に人口は75,000人に達した。市では初の商業ラジオ局「WJAC」が1925年に放送を始めた。中心街では少なくとも5つの大きな百貨店があった。その中には1950年代に百貨店チェーンのジービーを生むことになったグロッサー・ブラザーズもあった。しかし、1936年の聖パトリックの祝日（3月17日）に起きた洪水は、世界恐慌の消耗させるような影響と組み合わされ、ジョンズタウンを再度苦闘させたが、それも一時的だった。ジョンズタウンの市民は洪水問題に対する恒久的な対策を打ち立てるために動員され、フランクリン・ルーズベルト大統領に連邦政府の支援を要請する手紙を書かせた。1938年8月から5年間というもの、アメリカ陸軍工兵司令部が市内を通る川の流路9.2マイル (14.8 km) を削り、広げ、深くし、再配置した。川の土手を鉄筋コンクリートで包んだ。商工会議所が組織したキャンペーンでは、ジョンズタウンの多くの市民が国内の友人や親せきに手紙を書き、町に新しい事業を誘致することを期待していた。アイスホッケーのプロチームがジョンズタウンを本拠地にすることとなり、1941年にはジョンズタウン・ブルーバーズで1シーズンを戦い、1950年にはジョンズタウン・ジェッツで復帰した。このジェッツは後の1951年11月20日、モーリス・リシャールとモントリオール・カナディアンズに対してエキシビションマッチを行った。洪水の記憶は町の人の意識から事実上消えていた。町に新しく入って来た人々は過去の悲劇についてほとんど聞くこともなかった。ジョンズタウンは「洪水は起こらない」と自称し、1972年のハリケーン・アグネスのときも、ペンシルベニア州で唯一洪水に見舞われなかった川沿いの都市となったときに、その感覚が強化された。
第二次世界大戦直後の時代は、ジョンズタウンが製鉄とその加工者として最盛期を迎えた。この時期に13,000人以上のフルタイムで給与の良い仕事があった。しかし、国内さらに海外との競合に、五大湖西部の鉄鉱石産地と比較的遠いという事実が組み合わされ、その収益性が徐々に落ちて行った。新しい投資も萎んだ。ジョンズタウンの山がちな地形と、その結果生じた川床に沿って11マイル (18 km) にわたって延びる工場のお粗末な配置が事態を悪くした。
1970年代、アメリカ合衆国環境保護庁が命令した新しい規制が、ジョンズタウンの古くなっていたカンブリア製鉄会社（現在のベスレヘム・スチール）の工場に特に強く影響した。伝統の少ない町ならば絶望のまま反応したかもしれない。その代わりに製鉄会社からの奨励もあり、市はジョンズタウン地域リージョナルインダストリーズと呼ぶ協会組織を作り、それから1年以内に地域の工業開発のために300万ドルを集めた。その資金の主要寄付者だったベスレヘム・スチールは、市の多様化しようという努力に刺激されていたので、ジョンズタウンに新しい製鋼技術を導入することで協力した。
1977年洪水による広範な被害は重く、町には撤退するという会話も生まれた。市は再度会社のトップマネジメントから救済手段を引き出した。市の歴史と評判の故に彼らはジョンズタウンの工場に常に特別の感情を抱いていた。連邦政府の環境規制の量が増大してそれを満たすのが難しくなり、古くなった製造設備の問題も対処が困難になるに連れて、さらに製鉄会社が国内の工場を閉鎖していくに連れて、1982年までにジョンズタウンはその訴えもこれまでかと見えてきていた。1990年代初期までに、ジョンズタウンではその鉄鋼生産をほとんど止めていたが、限られた範囲の加工操作が続いていた。

### 2000年代

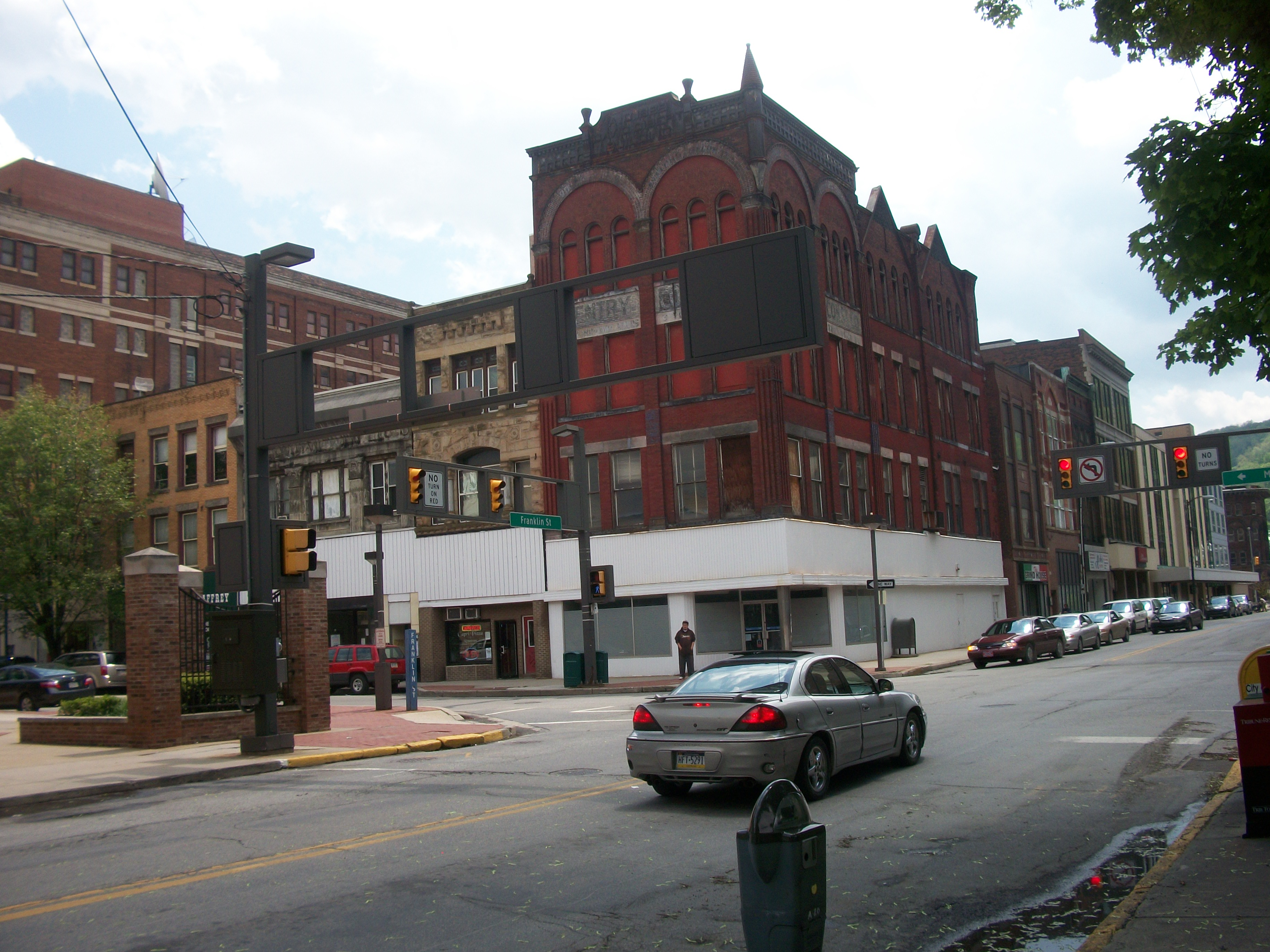
ジョンズタウン中心街（ストリートビューより）

2003年、アメリカ合衆国国勢調査のデータは、国内でジョンズタウンが新しい市民を惹きつけそうにない都市であることを示している。しかし、土地の製造業とサービス業によって与えられていた比較的弱かった機会だったものが、近年は発展を始め、外部からの人を惹きつけ始めている。スペインの風力発電会社ガメサ・コルポラシオン・テクノロヒカが2006年にジョンズタウン近くで、アメリカでは初の風力発電用羽根の製造設備を開設した。最新式の風力発電装置が東部大陸分水界であるバブコックリッジに据えられた。カンブリア郡東部とサマセット郡の郡境に沿っている。ロッキード・マーティンが2008年にサウスカロライナ州グリーンビルからジョンズタウンに製造施設を移した。
地域にあるコンカレント・テクノロジーズ・コーポレーション、DRSローレル・テクノロジーズ、TSIバイオサイエンシーズ、コングスバーグ・ディフェンスなどの会社が、先進的技術と科学の進歩を取り入れ、生活を容易に、より良く、環境に優しくする製品を創り出している。近年、周辺地域、中心街、および隣接するカーンビル地区で、新しく広さ10万平方フィート (9,300 m2) のリージョナル・テクノロジー複合施設などの建設で、ノースロップ・グラマンの1事業部などを収め、ジョンズタウンの経済のアメリカ合衆国防衛予算への依存を強めている。ハイテクの防衛産業はジョンズタウンの経済で非医療分野の主たるものとなり、連邦政府との契約を年1億ドル以上取って来ており、アメリカでも最大級の防衛産業ショーである毎年のショーケース・フォー・コマースで強調されている。
ジョンズタウンは地域の医療、教育、文化および通信の中心であり続けている。他の多くの町と同様、医療は市内の雇用機会のかなりの比率を占めている。この地域は中西部からニューイングランドまで、さらに東海岸を降り、医療産業で大きな成長を遂げてきた「ヘルスベルト」の中間に位置している。主要な医療の中心には、メモリアル医療センター、ウインドバー医療センター、ローレル・ハイランズ・ニューロ・リハビリテーションセンター、ジョン・P・マーサ・神経科学と痛み研究所があり、怪我の手当てに進歩があり、ジョイス・マーサ・ブレスト・ケアセンターの初期診断と先進治療への集中もある。
ピッツバーグ大学ジョンズタウン校とペンシルベニア・ハイランズ・コミュニティカレッジが、ジョンズタウンの東5マイル (8 km) のリッチランドにある一体型キャンパスに多くの学生を引きつけている。カンブリア・ロー経営カレッジはジョンズタウンのモックスハム地区にあり、集中した職業訓練を行い、1891年からジョンズタウンに貢献し続けている。ピッツバーグ大学ジョンズタウン校のコンサートと演劇の会場であるパスケリラ芸能センターは高い質の芸能人を惹きつけている。ジョンズタウン交響楽団と近年結成されたジョンズタウン・シンフォニー・チェンバー・プレイアーズはクラシック音楽を提供している。ジョンズタウン・コンサート・バレーは歴史あるカンブリアシティ地区を中心とし、クラシック・バレーの公演や、地域での訓練を行っている。近年中心街に建設されたパスケリラ会議場は、ナポレオン通り326、歴史あるカンブリア郡戦争記念アリーナに隣接している。ベーブ・ルースが試合をしたこともある野球場のポイント・スタジアムは、一度解体され、再建された。地区割り条例により、アーティストの地区と伝統的地区ゾーンが作られて、アーティストや、以前の法体系では繁栄が難しかった古いスタイルの「マム・アンド・ポップ」（家族経営）の事業を奨励している。ボトルワークス・エスニック・アーツ・センターは地域の豊富で多様な文化遺産を祝する多くの展示、行事、公演、授業を行っている。
アイスホッケーチームのジョンズタウン・チーフスはここで22シーズン試合を行ない、1つのチームが1つの都市に留まった期間としては最長になった。チーフスはECHLイーストコースト・ホッケー・リーグに属し、そのホームゲームをカンブリア郡戦争記念アリーナで行っている。チーフスが本拠を移転するという決断はこのホッケーというスポーツに大衆の関心を呼び覚ますことになった。カンブリア郡戦争記念アリーナは、4つのリーグがチームを持つことに興味を示していた。最終的にECHLの別のチームであるホイーリング・ネイラーズを誘致することになった。
ホーナー通り232にあるCJLエンジニアリングのオフィスビルは2010年3月30日にアメリカ合衆国グリーン・ビルディング委員会からLEEDシルバー・サーティフィケイトを受賞した。近年設立されたアートワークス・イン・ジョンズタウン! は、地域で建築的に重要だがあまり使われていなかった産業ビルに、アーティスト・スタジオを収容した。このプロジェクトは非営利のLEEDが認証するグリーン・ビルディングとなるべく計画された。フランク&シルビア・パスケリラ歴史遺産発見センターは「アメリカ: 移民の目を通して」を恒久展示して2001年にオープンし、産業革命の時代の移民の物語を伝えている。2009年6月、歴史遺産発見センターはジョンズタウン子供博物館をオープンさせ、ジョンズタウンの鉄鋼の歴史を描いた映画「鉄鋼のミステリー」を上映した。ボトルワークス・エスニック・アーツ・センター、アートワークス、歴史遺産発見センターは町の歴史あるカンブリアシティ地区にあり、そこには様々な東欧の民族教会や社交ホールがある。この地区では1990年代初期の3年間に全国フォーク・フェスティバルを開催しており、それがフラッドシティ音楽祭に発展した。6月の第4週にはオートバイのラリーであるサンダー・イン・ザ・バレーも毎年開催している。この行事は1998年からアメリカ合衆国北東部のオートバイ乗りを集めている。2008年の大会には20万人を優に超える観衆が集まり、この行事は成長を続けている。
住民が市域を離れて郊外のボロやタウンシップに集中するようになると、荒廃する家屋、利用されなくなった工業用地、薬物問題、その他に対処するためにかなりの努力が払われてきた。ジョンズタウン消防署が第一応答者の中での通信システム開発を推進し、アメリカ同時多発テロ事件の時に第一応答者が直面した通信の問題を避けるための全国的なモデルになっている。

## 地理
ジョンズタウンはカンブリア郡南西部にあり、座標では北緯40度19分31秒 西経78度55分15秒 / 北緯40.32528度 西経78.92083度 (40.325174, -78.920954)に位置している。
アメリカ合衆国国勢調査局に拠れば、市域全面積は6.1平方マイル (15.8 km2)であり、このうち陸地5.9平方マイル (15.3 km2)、水域は0.19平方マイル (0.5 km2)で水域率は3.25%である。コーンモー川はその支流であるストーニークリーク川とリトルコーンモー川が市内で合流してできる。
| ジョンズタウンの気候   | ジョンズタウンの気候 | ジョンズタウンの気候 | ジョンズタウンの気候 | ジョンズタウンの気候 | ジョンズタウンの気候 | ジョンズタウンの気候 | ジョンズタウンの気候 | ジョンズタウンの気候 | ジョンズタウンの気候 | ジョンズタウンの気候 | ジョンズタウンの気候 | ジョンズタウンの気候 | ジョンズタウンの気候 |
| 月                     | 1月                  | 2月                  | 3月                  | 4月                  | 5月                  | 6月                  | 7月                  | 8月                  | 9月                  | 10月                 | 11月                 | 12月                 | 年                   |
| ---------------------- | -------------------- | -------------------- | -------------------- | -------------------- | -------------------- | -------------------- | -------------------- | -------------------- | -------------------- | -------------------- | -------------------- | -------------------- | -------------------- |
| 最高気温記録 °F （°C） | 80 (27)              | 77 (25)              | 86 (30)              | 95 (35)              | 96 (36)              | 100 (38)             | 104 (40)             | 102 (39)             | 104 (40)             | 94 (34)              | 83 (28)              | 76 (24)              | 104 (40)             |
| 平均最高気温 °F （°C） | 37 (3)               | 41 (5)               | 51 (11)              | 64 (18)              | 74 (23)              | 83 (28)              | 87 (31)              | 85 (29)              | 77 (25)              | 65 (18)              | 53 (12)              | 42 (6)               | 63.3 (17.4)          |
| 平均最低気温 °F （°C） | 21 (−6)              | 23 (−5)              | 30 (−1)              | 39 (4)               | 49 (9)               | 57 (14)              | 61 (16)              | 59 (15)              | 53 (12)              | 41 (5)               | 34 (1)               | 25 (−4)              | 41 (5)               |
| 最低気温記録 °F （°C） | −20 (−29)            | −17 (−27)            | −2 (−19)             | 9 (−13)              | 22 (−6)              | 33 (1)               | 39 (4)               | 35 (2)               | 25 (−4)              | 18 (−8)              | 1 (−17)              | −15 (−26)            | −20 (−29)            |
| 降水量 inch （mm）     | 3.81 (96.8)          | 3.42 (86.9)          | 3.87 (98.3)          | 3.81 (96.8)          | 4.31 (109.5)         | 4.86 (123.4)         | 5.11 (129.8)         | 4.10 (104.1)         | 4.15 (105.4)         | 3.27 (83.1)          | 3.65 (92.7)          | 3.33 (84.6)          | 45.81 (1,163.6)      |
| 出典：Accuweather      |                      |                      |                      |                      |                      |                      |                      |                      |                      |                      |                      |                      |                      |

## 人口動態
以下は2010年国勢調査による人口統計データである。
| 基礎データ - 人口: 20,978 人 - 世帯数: 9,917 世帯 - 家族数: 5,086 家族 - 人口密度: 1,371.1人/km2（3,555.6 人/mi2） - 住居数: 11,978 軒 - 住居密度: 782.9軒/km2（2,030.2 軒/mi2） 人種別人口構成 - 白人: 80.0% - アフリカン・アメリカン: 14.6% - ネイティブ・アメリカン: 0.2% - アジア人: 0.2% - 太平洋諸島系: 0.02% - その他の人種: 0.7% - 混血: 4.3% - ヒスパニック・ラテン系: 3.1% 先祖による構成 - ドイツ系：22.3% - アイルランド系：15.8% - イタリア系：12.9% - スロバキア系：7.7% - イギリス系：6.7% - ポーランド系：5.6% - アメリカ人：6.1% | 年齢別人口構成 - 18歳未満: 21.7% - 18-24歳: 8.4% - 25-44歳: 24.4% - 45-64歳: 27.9% - 65歳以上: 18.5% - 年齢の中央値: 42歳 - 性比（女性100人あたり男性の人口） - 総人口: 87.9 - 18歳以上: 84.5 世帯と家族（対世帯数） - 18歳未満の子供がいる: 22.0% - 結婚・同居している夫婦: 28.5% - 未婚・離婚・死別女性が世帯主: 17.1% - 非家族世帯: 48.7% - 単身世帯: 43.0% - 65歳以上の老人1人暮らし: 17.9% - 平均構成人数 - 世帯: 2.08人 - 家族: 2.87人 収入と家計（2011年-2013年推計値） - 収入の中央値 - 世帯: 23,785米ドル - 家族: 32,221米ドル - 性別 - 男性: 31,026米ドル - 女性: 28,858米ドル - 人口1人あたり収入: 15,511米ドル - 貧困線以下 - 対人口: 34.2% - 対家族数: 26.9% - 18歳未満: 55.0% - 65歳以上: 18.4% |

失業率は9%と報告されているが、ある推計では20%ともされている。就職機会の大半は医療、防衛産業、テレマーケティング、小売業に集中している。

## 地区
ジョンズタウン市は多くの地区に小区分され、そのそれぞれが特徴ある民族的感覚を持っている、その中には中心街事業地区、カーンビル、ホーナーズタウン、ロクスベリー、オールドコーンモー・ボロ、プロスペクト、ウッドベール、マイナーズビル、カンブリアシティ、モレルビル、オークハースト、クーパーズデール、ウォルナットグローブ、モックスハム、および第8区がある。
郊外地には、デール・ボロ（ジョンズタウンに囲まれている）、ウェストモント・ボロ、サウスモント・ボロ、ブラウンズタウン・ボロ、ファーんデール・ボロ、アッパーヨーダー・タウンシップ、ローワーヨーダー・タウンシップがウェストヒルズを形成している。リッチランド・タウンシップ、ガイスタウン・ボロ、ロレーン・ボロ、ストーニークリーク・タウンシップがイーストヒルズにある。イーストコーンモー・ボロ、フランクリン・ボロ、デイジータウン・ボロ、コーンモー・タウンシップ、ウェストテイラー・タウンシップ、ミドルテイラー・タウンシップ、イーストテイラー・タウンシップが市の北にある。サウスフォーク、サリックス、ビーバーデール、シドマン、セントミカエルが田園部にある。

## 芸術と文学の中のジョンズタウン
ブルース・スプリングスティーンの歌『The River』ではジョンズタウンの会社に言及し、「私は建設現場の仕事を得た。ジョンズタウン・カンパニーで、だがこの頃は経済のために仕事はない」と歌っている。スプリングスティーンによる別の歌『Highway Patrolman』では、「『ジョンズタウン洪水の夜に』をバンドが演奏していたので」という歌詞がある。
ジョージ・ロイ・ヒル監督、ポール・ニューマン主演による1977年の映画『スラップ・ショット』では、実際にあったアイスホッケーチーム、ジョンズタウン・ジェッツと、1976年に北アメリカ・ホッケーリーグで優勝したことに基づいたパロディである。映画の中で町のなはチャールズタウンとなっており、ジェッツはチャールズタウン・チーフスとなっている。この映画の上映で、町が実際よりも良く見せようとしていなかったと考える者がおり、地元で議論を呼ぶことになった。『スラップ・ショット』はアイスホッケーとその弱点について象徴的な映画になってきた。脚本を担当したナンシー・ダウドは1981年のパンクロックの風刺映画『Ladies and Gentlemen, The Fabulous Stains』で架空の町チャールズタウンを復活させたが、撮影はカナダで行われた。
トム・クルーズ主演の1983年の映画『トム・クルーズ/栄光の彼方に』は架空の町アンパイプでの高校アメリカンフットボールの話である。他にリー・トンプソンやクレイグ・T・ネルソンが出演し、ジョンズタウン地域で撮影された。映画に出て来る場面は、カーンビル地区の旧ジョンズタウン高校であり、撮影から間もなく解体された。イーストコーンモーのカーパソ・ルシアン・シティズンズ・クラブ、ベスレヘム・スチールのフランクリン工場、ポイント・スタジアム、ジョンズタウン・"コクラン"・ジュニア高校フットボール練習場やジョンズタウン職業訓練校フットボールのロッカールームも撮影に使われた。
2001年の映画『ロック・スター』の舞台の一部はピッツバーグであり、オープニングなど幾つかのシーンがジョンズタウンで撮影された。
チャールズ・グッゲンハイムが脚本と監督を担当した1989年のドキュメンタリー映画『ジョンズタウン洪水』は1989年のアカデミー短編ドキュメンタリー映画賞を獲得した。この映画はジョンズタウン洪水博物館協会、後のジョンズタウン地域歴史遺産協会から発注され、ジョンズタウン洪水博物館で毎時放映されている。
ミステリー小説作家K・C・コンスタンティンはその小説で、ジョンズタウンとその文化の多くの要素を「ロックスバーグ」として脚色しているが、近くにあるグリーンズバーグ市もロックスバーグの話の幾らかを提供している。
2000年、キャサリン・カンバーが『In Sunlight, In A Beautiful Garden』を出版した。この小説は1889年の洪水に至る時間と洪水がおきてからの出来事を通じて登場人物を追っている。この小説の主人公はフィクションであるが、アンドリュー・メロン、ヘンリー・クレイ・フリック、ダニエル・モレルなど実在の人物も出て来る。
作家ジェイムズ・パターソンは、その小説『Along Came a Spider』の中で連続誘拐犯ゲーリー・ソネジに、ジョンズタウンを通過中にコンビニエンスストアに立ち寄らせている。作家ディヴィッド・マレルは作品『ブラック・プリンス』中の人物「エリオット」にジョンズタウンの孤児院から兄弟2人を採用させ、暗殺者として訓練させる。
1978年の映画『ゾンビ』で、ある登場人物が彼らはペンシルベニア州ジョンズタウンの上を飛んでいると話し、人々はゾンビの出現を面白がっていると冗談を言う。ジョージ・A・ロメロ監督が50マイル (80 km) ほど離れたモンロービル・モールでゾンビの映画の大半を撮影した。
2010年出版の小説『Defenders of Freedom』第1巻、および2012年出版の同第2巻に、ジョンズタウンが出て来る。どちらも「ウィリアムズポート・サン・ガゼット」が出版した単行本であり、ライカミング郡出身で、第二次世界大戦と朝鮮戦争、ベトナム戦争に従軍した古参兵の話である。各巻の序文で、ジョンズタウン生まれで全国に認められた新聞発行者バーナード・A・オラベックが、その父がドイツにおける軍事警察任務に就いていた話と、1970年代にジョンズタウンのウェストエンドで育ったことを語る。
ジョンズタウン生まれの作家ロバート・T・ジェショネクが、地元のランドマークとなっていたグロッサー・ブラザーズ百貨店とその億万長者親会社に関する歴史ノンフィクションを、2014年の著作『Long Live Glosser's』に纏めた。ジェショネクは2013年の短編小説『Christmas at Glosser's』でも、グロッサー・ブラザーズ百貨店の1975年の架空のツアーを描いていた。その他『Fear of Rain』でもジョンズタウンが舞台になっており、この作品はイギリス・ファンタジー賞の候補になった。またミステリー小説の『Death by Polka』と『The Masked Family』もジョンズタウンとその周辺が舞台になっている。

## 教育

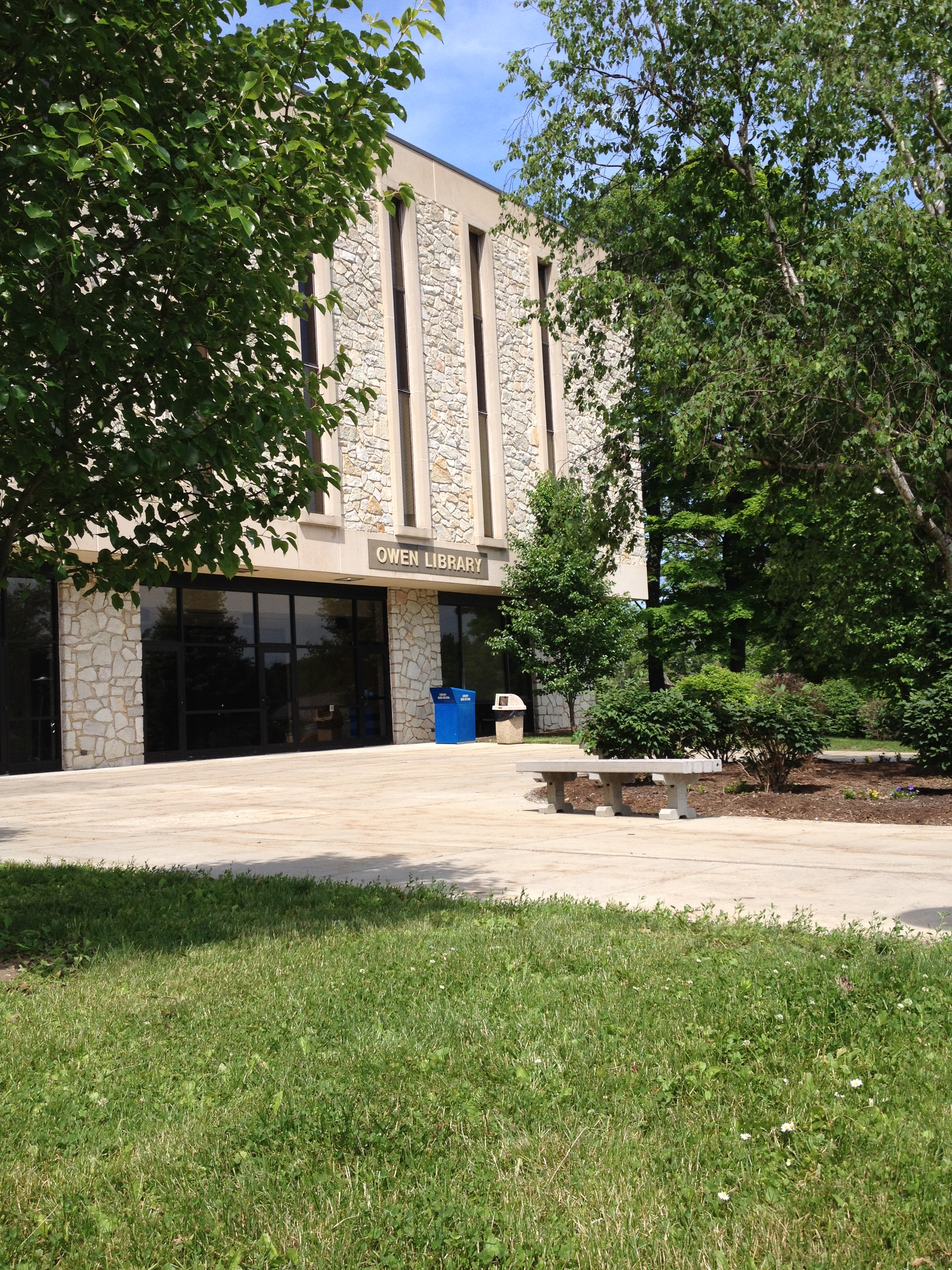
ピッツバーグ大学ジョンズタウン校のオーウェン図書館

大学
- カンブリア・ロー経営カレッジ
- 救世主キリスト神学校（英語版）
- ピッツバーグ大学ジョンズタウン校（英語版）、ジョンズタウン市域の直ぐ外、リッチランド・タウンシップ内にある
- ペンシルベニア・ハイランズ・コミュニティカレッジ（英語版）

中等教育
- グレーター・ジョンズタウン高校
- ビショップ・マコート高校

図書館
- カンブリア郡図書館、メインストリート248

## 経済
以下は地域の大手雇用主である
- アメリカ赤十字社
- アメリサーブ・フィナンシャル
- アーサー・J・ギャラガー & Co.
- アトランティック・ブロードバンド
- バークシャー・ハサウェイ—ペン・マシーン
- コンカレント・テクノロジーズ・コーポレーション
- コーンモー・ヘルス・システム
- クラウン・アメリカン
- DRSテクノロジーズ
- ガリカーズ
- ガメサ・コルポラシオン・テクノロヒカ
- ゴーティエ・スティール
- ヘガネスAB
- JWF インダストリーズ
- ジョンズタウン・ワイヤー・テクノロジーズ
- コングスバーグ・グルッペン
- ロッキード・マーティン
- マーチンベーカー・エアクラフト
- メットライフ
- ノースロップ・グラマン
- ペプシボトリンググループ
- トマス・ホンダ・オブ・ジョンズタウン
- ウェムコ
- ザミアス・サービシーズ Inc.

## メディア

### 新聞と雑誌
- 「ザ・トリビューン・デモクラット」
- 「ジョンズタウン・マガジン」
- 「アワータウン・ジョンズタウン」 - コミュニティ新聞

### ラジオ
ジョンズタウンのラジオ市場にはFM局14局、AM局8局があり、他にNOAAの天気予報局もある。

### テレビ
ジョンズタウンのテレビ市場は、ジョンズタウン/アルトゥーナ/ステートカレッジ市場に入っている。全国系列局など多数の放送を視聴できる。ケーブルテレビも1局ある。またピッツバーグや、メリーランド州ヘイガーズタウンの放送も入る。

## 交通

### 高規格道路
ジョンズタウンとペンシルベニア・ターンパイクを繋ぐ主要高規格道路がアメリカ国道219号線である。州道56号線もあり219号線からウォルナット通りまで高速道路である。そこからは、北のアメリカ国道22号線と繋ぎ、ピッツバーグやアルトゥーナと結ばれている。

### 空港
地元空港はジョン・マーサ・ジョンズタウン・カンブリア郡空港であり、ユナイテッド・エアラインズが就航している。

### 鉄道
アムトラックのジョンズタウン駅にはピッツバーグとニューヨーク間の昼行長距離列車ペンシルベニアン号が1日1往復停車する。元はペンシルバニア鉄道の本線上にあった。ノーフォーク・サザン鉄道がこの軌道を使って1日60ないし80両の貨車を運行している。CSXトランスポーテーションも市内に支線を持っている。

### 大量輸送機関

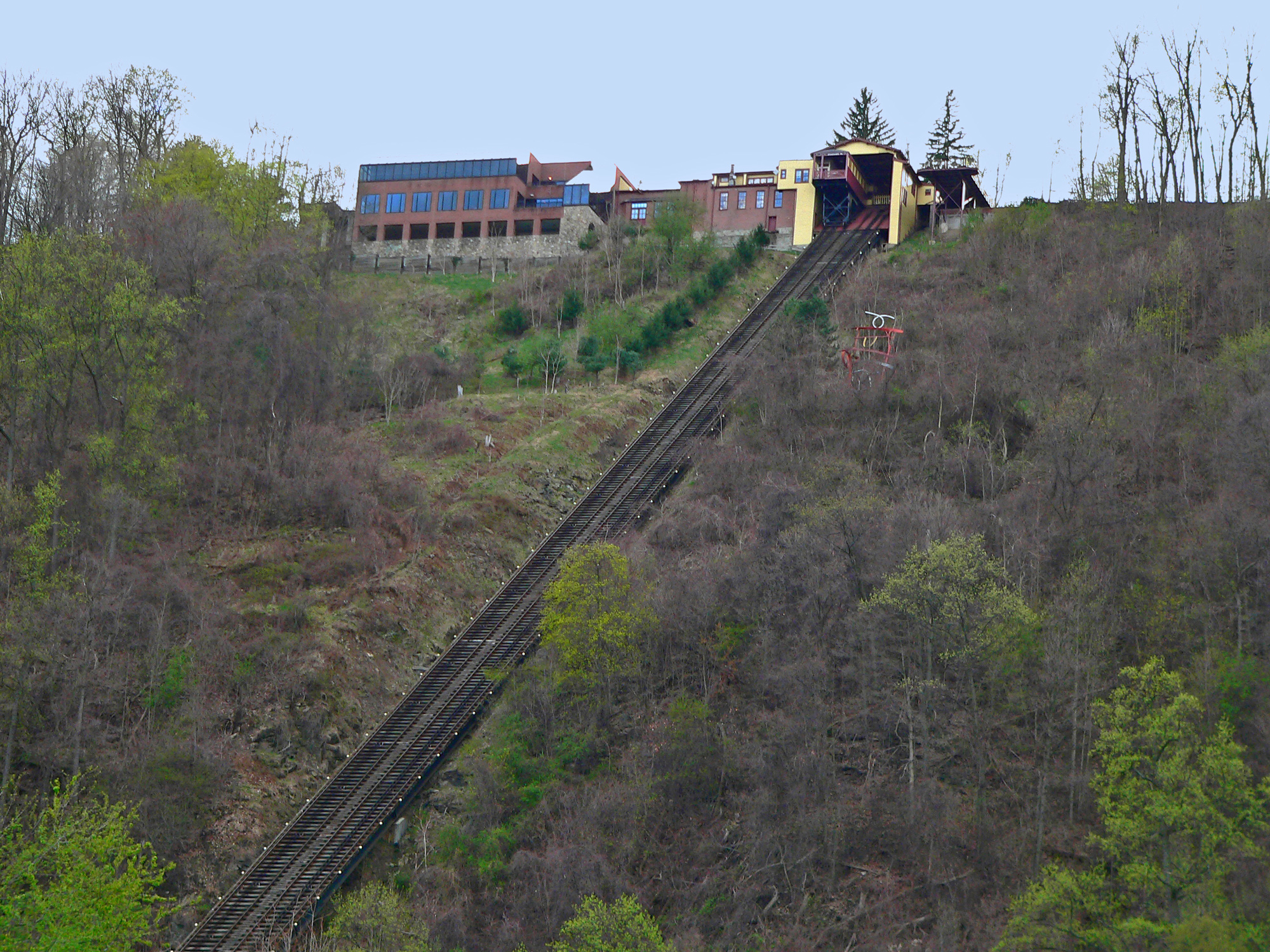
ジョンズタウン・インクライン・プレーン

カムトランが地方バス路線とジョンズタウン・インクライン・プレーンを運行している。1976年まで地元交通は民間のジョンズタウン・トラクション社が運行していた。路面電車は1960年まで運行されており、トロリーバスは1951年から1967年までだった。

## スポーツ
| クラブ名                     | 所属リーグ                         | 試合会場                       | 設立ねん | 優勝経験 |
| ---------------------------- | ---------------------------------- | ------------------------------ | -------- | -------- |
| ジョンズタウン・トマホークス | 北アメリカ・アイスホッケー・リーグ | カンブリア郡戦争博物館アリーナ | 2012年   | 0        |

ジョンズタウンは1940年からアイスホッケーのマイナーリーグに属するチームが本拠地とする長い歴史がある。近年で活躍したのはジョンズタウン・チーフスであり、映画『スラップショット』に出てきた相手チームの名前を採っていた。このチームはECHLイーストコースト・ホッケー・リーグで1988年にデビューした。2010年2月にジョンズタウンを去ってサウスカロライナ州に移ると発表した。2010年4月、同じECHLのホイーリング・ネイラーズがレギュラシーズンのうち10試合、プレシーズン試合のうち1試合をジョンズタウンで開催すると発表した。2011年から2012年のシーズンも本拠地としていた。
市はアマチュアとプロの野球でも歴史がある。1944年から毎年夏に開催されるAAABA野球選手権を開催してきた。長い間にはメジャーリーグベースボールの選手も数人この大会でプレイしたことがある。例えばアメリカ野球殿堂入りしたアル・ケーラインやレジー・ジャクソンがおり、またメジャリーグの監督になったジョー・トーリや現役監督のブルース・ボウチーもいた。ジョンズタウンでは野球の歴史が50周年となった1994年に独自の野球殿堂を設立した。
さらに市は1884年からマイナーリーグ野球チームのフローレンス・フリーダムジョンズタウン・ジョニーズが本拠地にしていた。フロンティアリーグに所属していたが2002年に市を去った。
サンハンナ・カントリークラブでは毎年サンハンナ・アマチュア・ゴルフトーナメントを開催している。全米のトップアマ・ゴルファーが招待される。
市内にはフラッドシティ水球チームもある。2005年にザカリー・プハラが設立し、過去の洪水からその名を採っている。アメリカン水球オーガニゼーションに所属している。

## ランドマーク
- カンブリア製鉄会社、中心街近くにあり、アメリカ合衆国国定歴史建造物に指定されている。市章にはその工場が描かれている
- フェイマス・コニーアイランド・ホットドッグズ[19] - 1916年設立、この食堂はジョンズタウンの文化と同義である
- フランク・J・パスケリラ会議場
- フランク & シルビア・パスケリラ歴史遺産発見センター - 以下のアトラクションもある: 「アメリカ: 移民の目を通して」20世紀への変わり目に地域に移って来た移民に関する恒久展示、ジョンズタウン子供博物館、広さ7,000平方フィート (650 m2) の子供を対象にした博物館、アイアン & スティール・ギャラリー、3階建てのギャラリーであり、ジョンズタウンでの鉄鋼の歴史に関する映画『鉄鋼のミステリー』が見られる
- グランドビュー墓地、ペンシルベニア州最大級の墓地、埋葬数65,000体以上。47以上の埋葬区画があり、敷地は235エーカー (0.95 km2) 以上ある。1889年ジョンズタウン洪水の犠牲者のうち、身元が判明しなかった777体も納めている
- ジョンズタウン洪水国定記念碑 - サウスフォーク・ダムの名残とコーンモー湖床の一部を保存する国立公園局管理地
- ジョンズタウン洪水博物館 - アカデミー賞を受賞したドキュメンタリー映画『ジョンズタウン洪水』が見られる
- ジョンズタウン・インクライン・プレーン、傾斜度が世界でも最大級のケーブルカー
- パスケリラ・プラザ（クラウン・アメリカン・ビル）
- ピープルズ天然ガス公園
- ポイント・スタジアム
- シルバー・ドライブイン - 1962年オープン[20]。地域の同様な施設が長い間に閉鎖されてきたが、シルバーは閉鎖と解体の提案を乗り越えて、2005年に戻って来た[21][22][23]。ウィンドバーにあり、ジョンズタウン周辺では唯一のドライブイン・シアターとなっている
- ステイプル・ベンド・トンネル、アメリカ合衆国で最初に建設された鉄道トンネル、アメリカ合衆国国定歴史建造物
- ストーンブリッジ、コーンモー川に架かる歴史ある鉄道橋

## 著名な出身者
- キャロル・ベイカー（1931年 - ）、女優、ハリウッド映画に50年以上出演した
- エドワード・ライリー・ブラッドリー（1859年–1946年）、競走馬飼育者、ケンタッキーダービー勝ち馬を4頭所有した
- チャールズ・カドマン（1881年–1946年）、作曲家
- ティム・カズリンスキー（1950年 - ）、俳優、コメディアン、テレビ番組『サタデー・ナイト・ライブ』や映画『Police Academy』に出演
- ジョー・オダネル（1922年–2007年）、フォトジャーナリスト、アメリカ文化情報局の記録映像作家
- ジョー・パス（1929年–1994年）、ジャズ・ギタリスト
- マイケル・ストランク（1919年–1945年）、アメリカ海兵隊の軍人、第二次世界大戦で硫黄島にアメリカ国旗を立てた6人の1人)
- ピート・ブコビッチ（1952年 - ）、メジャーリーグベースボール選手、サイヤング賞受賞
- マイケル・ウォルツァー（1935年 - ）、哲学者、政治学者、ニューヨークで生まれ、ジョンズタウンで育った